# Michela Ponza
Michela Ponza (Bolzano, 12 de febrero de 1979) es una deportista italiana que compite en biatlón. Ganó una medalla de bronce en el Campeonato Mundial de Biatlón de 2013, en la prueba por relevos.

## Palmarés internacional
| Campeonato Mundial | Campeonato Mundial           | Campeonato Mundial | Campeonato Mundial |
| Año                | Lugar                        | Medalla            | Prueba             |
| ------------------ | ---------------------------- | ------------------ | ------------------ |
| 2013               | Nové Město (República Checa) | Medalla de bronce  | Relevos            |